# Tel Awiw Sawidor Merkaz
Tel Awiw Sawidor Merkaz (hebr. תל אביב – סבידור מרכז; ang. Tel Aviv Central Savidor, pol. Tel Awiw Główny im. Sawidora) – największy i najważniejszy dworzec kolejowy w Tel Awiwie, w Izraelu. Znajduje się w osiedlu Ha-Cafon ha-Chadasz, przy autostradzie Ayalon, u zbiegu al. Parashat Drachim, oraz ulic Menachema Begina i Ya’akova Doriego.

## Nazwa
Dworzec został nazwany na cześć Menachema Sawidora (1917–1988), który w latach 50. XX wieku był prezesem izraelskich kolei państwowych Rakewet Jisra’el. Później został wybrany do Knesetu i był przewodniczącym parlamentu.

## Historia

Minister transportu Josef Sapir przemawia na uroczystości otwarcia dworca, 1954

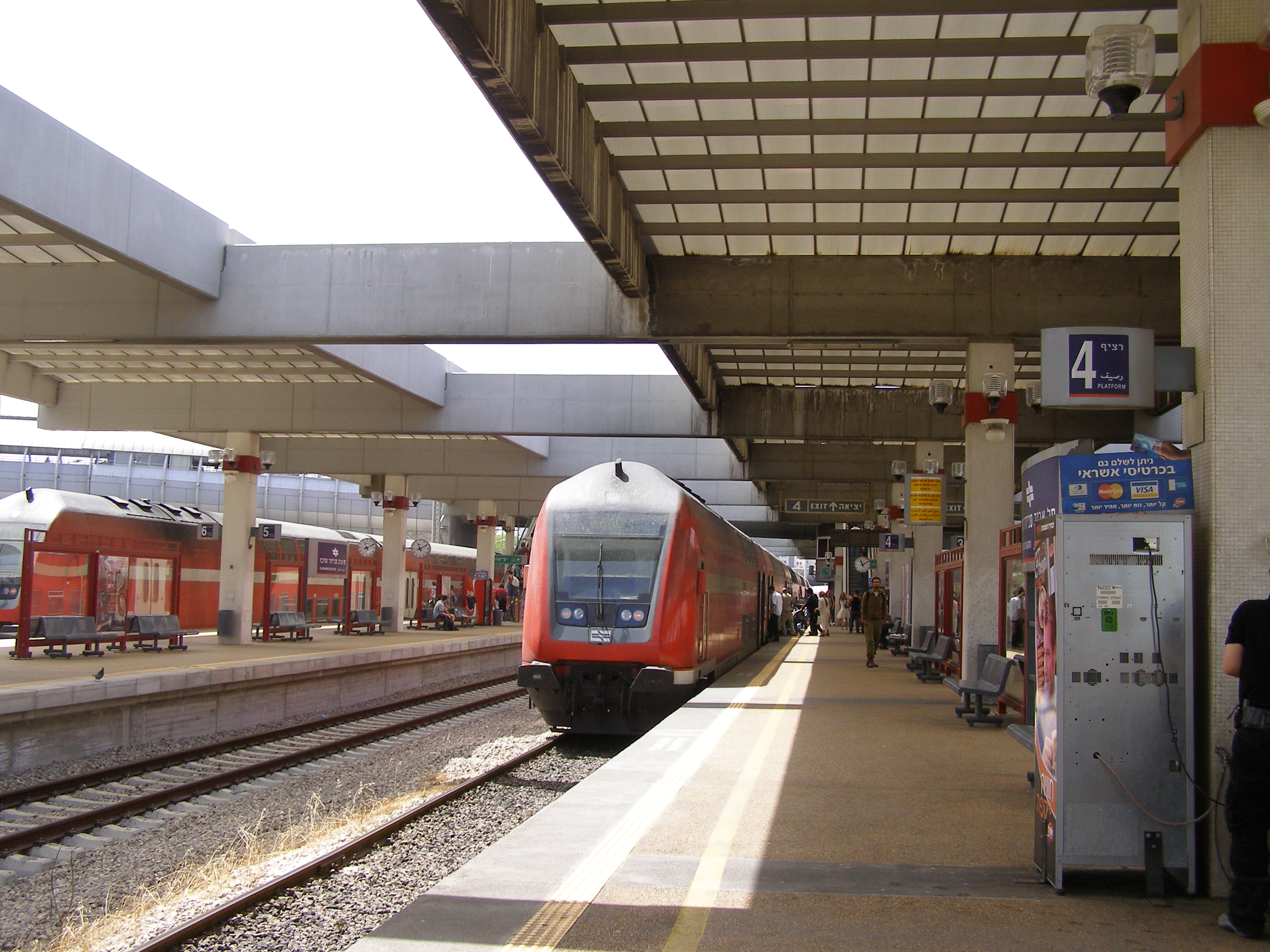
Perony

Dworzec kolejowy został otworzony w dniu 3 listopada 1954, wraz z uruchomieniem linii kolejowej biegnącej wzdłuż wybrzeża Morza Śródziemnego. Dworzec pełnił funkcję ostatniej południowej stacji na tej linii. Perony w owym czasie znajdowały się na północ od budynku dworca kolejowego.
W dniu 3 maja 1988 dworzec został uruchomiono w nowej współczesnej postaci. Perony zostały przeniesione do specjalnego kanału wybudowanego pośrodku autostrady Ayalon. W latach 2004–2005 przeprowadzono kolejne prace modernizacyjne, przebudowując między innymi budynek dworca.

## Dane ogólne
Centralny dworzec kolejowy Tel Awiwu jest obsługiwany przez Rakewet Jisra’el. Dworzec stanowi centralny punkt izraelskich linii kolejowych. Ze względu na fakt, że prawie wszystkie linie kolejowe przechodzą przez tę stację, bardzo często służy ona jako miejsce przesiadek. W sierpniu 2009 każdego dnia korzystało z niej 37 800 pasażerów.
Stacja posiada trzy perony i sześć torów. Perony obsługują pociągi poruszające się w obu kierunkach. Stacja jest dostępna z obydwóch stron autostrady Ayalon. Wyjście w kierunku zachodnim odbywa się poprzez kładkę napowietrzną do starego budynku dworca, a następnie do Tel Awiwu. Wyjście w kierunku wschodnim odbywa się poprzez napowietrzną kładkę do miasta Ramat Gan. Z napowietrznego pomostu mogą korzystać także osoby, które nie chcą skorzystać z pociągu.
Dworzec jest przystosowany dla osób niepełnosprawnych . Tuż przy dworcu kolejowym jest główny dworzec autobusowy Tel Awiwu, Terminal 2000.

## Połączenia kolejowe
Pociągi z dworca kolejowego Tel Awiwu Sawidor Merkaz jadą do Jerozolimy, Bet Szemesz, Lod, Bene Berak, Petach Tikwa, Rosz ha-Ajin, Kefar Sawy, Naharijji, Hajfy, Riszon le-Cijjon, Binjamina-Giwat Ada, Natanii, Rechowot, Aszkelonu i Beer Szewy.